# ژان اروه
ژان اروه (انگلیسی: Jean Hervé) بازیکن راگبی ۱۵ نفره اهل فرانسه است.